# Aniki, mon frère
Pour les articles homonymes, voir Brother.
Pour plus de détails, voir Fiche technique et Distribution.
Aniki, mon frère (ブラザー, Brother) est un film américano-japonais écrit et  réalisé par Takeshi Kitano, sorti en 2000.

## Synopsis
Yamamoto, un yakuza de Tokyo, refuse de se soumettre au clan adverse qui a fait tuer son chef. Sa tête étant mise à prix, il quitte le Japon et part rejoindre son demi-frère Ken aux États-Unis.
Il arrive alors à Los Angeles, ne parlant pas un seul mot d'anglais, et découvre une société qu'il ne connait pas. Mais il retrouve rapidement son demi-frère, qui est devenu un petit dealer.
Lors d'une altercation entre son demi-frère et le revendeur de celui-ci, Yamamoto intervient et passe à tabac le revendeur. C'est ainsi qu'il va petit à petit former son propre clan en appliquant les méthodes des yakuzas.

## Fiche technique
- Titre : Aniki, mon frère
- Titre original : ブラザー (Brother)
- Réalisation : Takeshi Kitano
- Scénario : Takeshi Kitano
- Musique : Joe Hisaishi
- Photographie : Katsumi Yanagishima (en)
- Montage : Takeshi Kitano
- Décors : Norihiro Isoda
- Costumes : Darryle Johnson et Yohji Yamamoto
- Production : Masayuki Mori, Jeremy Thomas, Ann Carli, Takio Yoshida et Peter Watson
- Sociétés de distribution :  Shochiku Co., Ltd. ;  Office Kitano ;  Sony Pictures Classics
- Budget : 12 millions de dollars
- Pays d'origine : États-Unis, Royaume-Uni, Japon
- Langue : anglais, japonais
- Format : couleurs - 1,85:1 - DTS / Dolby Digital - 35 mm
- Genre : Drame et yakuza eiga
- Durée : 114 minutes
- Dates de sortie : 9 septembre 2000 (festival de Toronto), 13 décembre 2000 (France), 10 janvier 2001 (Belgique), 27 janvier 2001 (Japon)

## Distribution
- Takeshi Kitano : Yamamoto
- Omar Epps (VF : Christophe Peyroux) : Denny
- Claude Maki (VF : Pierre Val) : Ken
- Amaury Nolasco : Victor
- Masaya Kato (VF : Eric Herson-Macarel) : Shirase
- Susumu Terajima : Kato
- Royale Watkins : Jay
- Lombardo Boyar : Mo
- Ren Osugi : Harada
- Ryo Ishibashi : Ishihara
- James Shigeta : Sugimoto
- Tetsuya Watari (VF : Maurice Sarfati) : le chef du Jinseikai
- Tatyana Ali : Latifa
- Kouen Okumura : Hanaoka
- Naomasa Musaka : Hisamatsu
- Makoto Otake : le chef de la police
- Rino Katase : la dame du night club

Source et légende : version française (VF) sur le site d'AlterEgo (société de doublage)

## Réception critique
- Selon les calculs du site Rotten Tomatoes, le film reçoit 47 % de critiques positives[2].

« Avec Aniki mon frère, [Kitano] négocie sereinement un virage délicat : le passage sur le territoire américain. Nul renoncement, nulle compromission dans ce film qui n'est pas un déploiement de grands moyens mais un polar sec et violent dont le principal propos est, très symboliquement, la fidélité. »
— Frédéric Strauss, « Aniki, mon frère », Télérama
« [Kitano] persiste dans la signature avec la narration elliptique, la construction en puzzle, la précision gestuelle, les plans épurés aux confins du graphisme. […]. Jacques Rivette avait dit un jour que tout bon film est la métaphore de son tournage. C'est absolument le cas ici, Kitano et son héros Yamamoto faisant le même trajet Tokyo/Los Angeles, avec la même volonté de ne pas se laisser éblouir par les mirages du rêve américain. »
— Serge Kagansky, « Aniki, mon frère », Les Inrocks
« En se penchant sur la filmographie de Takeshi Kitano, on pourrait faire de Aniki, mon frère, le film que le cinéaste japonais a tourné aux États-Unis en 2000, un point de rupture, un tournant mal négocié. Avant : un quasi sans-faute, un style qui a trouvé son point d'achèvement très tôt (le génial Jugatsu, en 90) et s’est confirmé dans les films les plus ambitieux (Hana-Bi, Sonatine) comme dans les plus modestes (A Scene at the Sea, L'Été de Kikujiro). Puis ce Aniki, mon frère, un peu décevant, essoufflé. »
— Jean-Philippe Tessé, « Zatoichi », Chronic'art

## Box-office
- Japon : 888 000 000 ¥[6]

## Récompenses
- Prix du meilleur second rôle masculin (Susumu Terajima), lors du Mainichi Film Concours 2002.